# Championnat BMW
Le championnat BMW (ou BMW Championship, anciennement connu sous le nom de Western Open) est un tournoi de golf professionnel créé en 1899. Il s'agit de la troisième plus vieille compétition en activité de l'histoire du golf après l'Open britannique (1860) et l'Open américain (1895). En début d'année 2007, le tournoi est renommé en Championnat BMW et fait partie de la FedEx Cup. Ce tournoi n'est pas ouvert aux amateurs.

## Histoire
Le Western Open, fondé et organisé par le Western Golf Association, est disputé pour la première fois en 1899. Comme l'Open américain, ce sont les Britanniques qui viennent s'imposer lors des premières éditions. Il fut longtemps considéré comme un tournoi majeur, mais cette désignation ne fut jamais officielle, et le tournoi n'a jamais été incluse et reconnue dans le palmarès des golfeurs en tant que tournoi majeur.
Jusqu'en 1961, le tournoi se dispute sur des parcours dans le Midwest mais a aussi pris place à quelques occasions dans l'Arizona (Phoenix), l'Utah (Salt Lake City) et la Californie (San Francisco ou Los Angeles) voire dans le Tennessee (Memphis). De 1962 à 2011, le tournoi se déroule uniquement dans l'Illinois, d'abord en rotation, puis de 1974 à 1990 sur le parcours de Butler National Golf Club à Oak Brook, puis de 1990 à 2011 c'est Lemont qui accueille l'évènement.
En 2007, le tournoi est renommé en Championnat BMW et change les critères d'invitation. Il fait partie intégrante à la FedEx Cup. Depuis 2012, le tournoi prend place en différents endroits sur une base rotative dans le Upper Midwest (Illinois, Indiana et Missouri).

## Palmarès
| Année                                       | Parcours                       | Vainqueur           |
| ------------------------------------------- | ------------------------------ | ------------------- |
| Western Open                                |                                |                     |
| 1899                                        | Glen View Club                 | Willie Smith        |
| 1900                                        | annulé                         | annulé              |
| 1901                                        | Midlothian Country Club        | Laurie Auchterlonie |
| 1902                                        | Euclid Club                    | Willie Anderson     |
| 1903                                        | Milwaukee Country Club         | Alex Smith          |
| 1904                                        | Kent Country Club              | Willie Anderson     |
| 1905                                        | Cincinnati Golf Club           | Arthur Smith        |
| 1906                                        | Homewood Country Club          | Alex Smith          |
| 1907                                        | Hinsdale Golf Club             | Robert Simpson      |
| 1908                                        | Normandie Golf Club            | Willie Anderson     |
| 1909                                        | Skokie Country Club            | Willie Anderson     |
| 1910                                        | Beverly Country Club           | Chick Evans         |
| 1911                                        | Kent Country Club              | Robert Simpson      |
| 1912                                        | Idlewild Country Club          | Macdonald Smith     |
| 1913                                        | Memphis Country Club           | John McDermott      |
| 1914                                        | Interlachen Country Club       | Jim Barnes          |
| 1915                                        | Glen Oak Golf Club             | Tom McNamara        |
| 1916                                        | Blue Mound Golf & Country Club | Walter Hagen        |
| 1917                                        | Westmoreland Country Club      | Jim Barnes          |
| 1918                                        | annulé                         | annulé              |
| 1919                                        | Mayfield Country Club          | Jim Barnes          |
| 1920                                        | Olympia Fields Country Club    | Jock Hutchison      |
| 1921                                        | Oakwood Club                   | Walter Hagen        |
| 1922                                        | Oakland Hills Country Club     | Mike Brady          |
| 1923                                        | Colonial Country Club          | Jock Hutchison      |
| 1924                                        | Calumet Country Club           | Bill Mehlhorn       |
| 1925                                        | Youngstown Country Club        | Macdonald Smith     |
| 1926                                        | Highland Golf & Country Club   | Walter Hagen        |
| 1927                                        | Olympia Fields Country Club    | Walter Hagen        |
| 1928                                        | North Shore Country Club       | Abe Espinosa        |
| 1929                                        | Ozaukee Country Club           | Tommy Armour        |
| 1930                                        | Indianwood Golf & Country Club | Gene Sarazen        |
| 1931                                        | Miami Valley Golf Club         | Ed Dudley           |
| 1932                                        | Canterbury Golf Club           | Walter Hagen        |
| 1933                                        | Olympia Fields Country Club    | Macdonald Smith     |
| 1934                                        | Country Club of Peoria         | Harry Cooper        |
| 1935                                        | South Bend Country Club        | Johnny Revolta      |
| 1936                                        | Davenport Country Club         | Ralph Guldahl       |
| 1937                                        | Canterbury Golf Club           | Ralph Guldahl       |
| 1938                                        | Westwood Country Club          | Ralph Guldahl       |
| 1939                                        | Medinah Country Course         | Byron Nelson        |
| 1940                                        | River Oaks Country Club        | Jimmy Demaret       |
| 1941                                        | Phoenix Golf Club              | Ed Oliver           |
| 1942                                        | Phoenix Golf Club              | Herman Barron       |
| 1943                                        | annulée                        | annulée             |
| 1944                                        | annulée                        | annulée             |
| 1945                                        | annulée                        | annulée             |
| 1946                                        | Sunset Country Club            | Ben Hogan           |
| 1947                                        | Salt Lake City Country Club    | Johnny Palmer       |
| 1948                                        | Brookfield Country Club        | Ben Hogan           |
| 1949                                        | Keller Golf Course             | Sam Snead           |
| 1950                                        | Brentwood Country Club         | Sam Snead           |
| 1951                                        | Davenport Country Club         | Marty Furgol        |
| 1952                                        | Westwood Country Club          | Lloyd Mangrum       |
| 1953                                        | Bellerive Country Club         | E. J. Harrison      |
| 1954                                        | Kenwood Country Club           | LLoyd Mangrum       |
| 1955                                        | Portland Golf Club             | Cary Middlecoff     |
| 1956                                        | Presidio Golf Club             | Mike Fetchick       |
| 1957                                        | Plum Hollow Country Club       | Doug Ford           |
| 1958                                        | Red Run Golf Club              | Doug Sanders        |
| 1959                                        | Pittsburgh Field Club          | Mike Souchak        |
| 1960                                        | Western Golf & Country Club    | Stan Leonard        |
| 1961                                        | Blythefield Country Club       | Arnold Palmer       |
| 1962                                        | Medinah Country Club           | Jacky Cupit         |
| 1963                                        | Beverly Country Club           | Arnold Palmer       |
| 1964                                        | Tam O’Shanter Country Club     | Chi Chi Rodriguez   |
| 1965                                        | Tam O’Shanter Country Club     | Billy Casper        |
| 1966                                        | Medinah Country Club           | Billy Casper        |
| 1967                                        | Beverly Country Club           | Jack Nicklaus       |
| 1968                                        | Olympia Fields Country Club    | Jack Nicklaus       |
| 1969                                        | Midlothian Country Club        | Billy Casper        |
| 1970                                        | Beverly Country Club           | Hugh Royer, Jr.     |
| 1971                                        | Olympia Fields Country Club    | Bruce Crampton      |
| 1972                                        | Sunset Ridge Country Club      | Jim Jamieson        |
| 1973                                        | Midlothian Country Club        | Billy Casper        |
| 1974                                        | Butler National Golf Club      | Tom Watson          |
| 1975                                        | Butler National Golf Club      | Hale Irwin          |
| 1976                                        | Butler National Golf Club      | Al Geiberger        |
| 1977                                        | Butler National Golf Club      | Larry Nelson        |
| 1978                                        | Butler National Golf Club      | Andy Bean           |
| 1979                                        | Butler National Golf Club      | Larry Nelson        |
| 1980                                        | Butler National Golf Club      | Scott Simpson       |
| 1981                                        | Butler National Golf Club      | Ed Fiori            |
| 1982                                        | Butler National Golf Club      | Tom Weiskopf        |
| 1983                                        | Butler National Golf Club      | Mark McCumber       |
| 1984                                        | Butler National Golf Club      | Tom Watson          |
| 1985                                        | Butler National Golf Club      | Scott Verplank      |
| 1986                                        | Butler National Golf Club      | Tom Kite            |
| Beatrice Western Open                       |                                |                     |
| 1987                                        | Butler National Golf Club      | D.A. Weibring       |
| 1988                                        | Butler National Golf Club      | Jim Benepe          |
| 1989                                        | Butler National Golf Club      | Mark McCumber       |
| Centel Western Open                         |                                |                     |
| 1990                                        | Butler National Golf Club      | Wayne Levi          |
| 1991                                        | Cog Hill Golf & Country Club   | Russ Cochran        |
| 1992                                        | Cog Hill Golf & Country Club   | Ben Crenshaw        |
| Sprint Western Open                         |                                |                     |
| 1993                                        | Cog Hill Golf & Country Club   | Nick Price          |
| Motorola Western Open                       |                                |                     |
| 1994                                        | Cog Hill Golf & Country Club   | Nick Price          |
| 1995                                        | Cog Hill Golf & Country Club   | Billy Mayfair       |
| 1996                                        | Cog Hill Golf & Country Club   | Steve Stricker      |
| 1997                                        | Cog Hill Golf & Country Club   | Tiger Woods         |
| 1998                                        | Cog Hill Golf & Country Club   | Joe Durant          |
| 1999                                        | Cog Hill Golf & Country Club   | Tiger Woods         |
| Advil Western Open                          |                                |                     |
| 2000                                        | Cog Hill Golf & Country Club   | Robert Allenby      |
| 2001                                        | Cog Hill Golf & Country Club   | Scott Hoch          |
| 2002                                        | Cog Hill Golf & Country Club   | Jerry Kelly         |
| 100th Western Open presented by Golf Digest |                                |                     |
| 2003                                        | Cog Hill Golf & Country Club   | Tiger Woods         |
| Cialis Western Open                         |                                |                     |
| 2004                                        | Cog Hill Golf & Country Club   | Stephen Ames        |
| 2005                                        | Cog Hill Golf & Country Club   | Jim Furyk           |
| 2006                                        | Cog Hill Golf & Country Club   | Trevor Immelman     |
| Championnat BMW                             |                                |                     |
| 2007                                        | Cog Hill Golf & Country Club   | Tiger Woods         |
| 2008                                        | Cog Hill Golf & Country Club   | Camilo Villegas     |
| 2009                                        | Cog Hill Golf & Country Club   | Tiger Woods         |
| 2010                                        | Cog Hill Golf & Country Club   | Dustin Johnson      |
| 2011                                        | Cog Hill Golf & Country Club   | Justin Rose         |
| 2012                                        | Crooked Stick Golf Club        | Rory McIlroy        |
| 2013                                        | Conway Farms Golf Club         | Zach Johnson        |
| 2014                                        | Cherry Hill                    | Billy Horschel      |
| 2015                                        | Conway Farms Golf Club         | Jason Day           |
| 2016                                        | Crooked Stick Golf Club        | Dustin Johnson      |
| 2017                                        | Conway Farms Golf Club         | Mark Leishman       |
| 2018                                        | Aronimink Golf Club            | Keegan Bradley      |
| 2019                                        | Medinah Country Club           | Justin Thomas       |
| 2020                                        | Olympia Fields Country Club    | Jon Rahm            |
| 2021                                        | Caves Valley Golf Club         | Patrick Cantlay     |
| 2022                                        | Wilmington Country Club        | Patrick Cantlay     |
| 2023                                        | Olympia Fields Country Club    | Viktor Hovland      |
| 2024                                        | Castle Pines Golf Club         | Keegan Bradley      |